# تل تينينر
تل تينينر تل أثري سوري يقع على بعد 14 كم من مدينة الحسكة في سوريا تبلغ مساحتة 46 هكتارا على الضفة اليسرى لنهر الخابور، وهو من ضمن سلاسل التلال والمدن الأثرية في الجزيرة الفراتية وقد ذكر في وثائق الإصطخري على أنه من ضيع (قرى) الخابور المنتجة للقطن بكثرة وذكره ابن حوقل بين مدن الخابور وكذلك ياقوت الحموي ذكره في معجم البلدان ضمن البلاد السورية.

## آثار الموقع
الموقع عبارة عن منطقة أو مدينة أثرية قديمة تعود لحضارات قديمة مختلفة من الآشورية إلى العصر الإسلامي وفيها آثار هامة، وقد عثرت البعثة الأثرية الأميركية إحدى بعثات التنقيب عن الآثار السورية التي عملت في تل تينينر على ضفاف نهر الخابور في شمال شرق سوريا على كنيسة وجدران حجرية مطلية بالجص. وعلى لقى أثرية متنوعة على شكل سهام وأقواس منحنية وغيرها من الأدوات وكذلك عثرت البعثة على عملات نحاسية. ونقود تعود للعصور الرومانية والكثير من المكتشفات التي تعود للعصر الأيوبي.